# Apfelallee 23 (München)

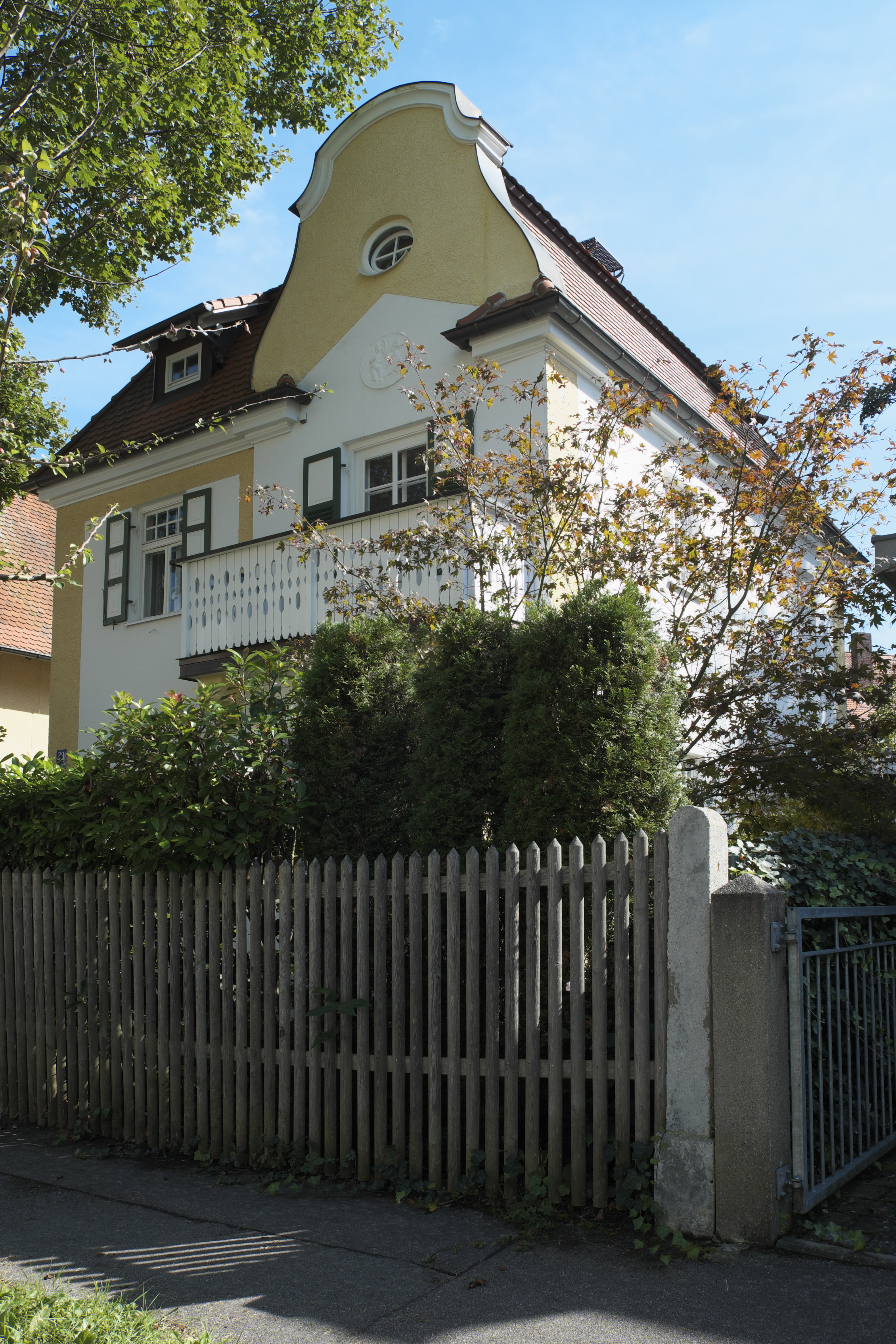
Villa Apfelallee 23 im Stadtteil Obermenzing von München

Das Gebäude Apfelallee 23 im Stadtteil Obermenzing der bayerischen Landeshauptstadt München wurde vermutlich 1902 errichtet. Die Villa in der Apfelallee der Villenkolonie Pasing II ist ein geschütztes Baudenkmal.
Der zweigeschossige Bau wurde nach Plänen von Otto Numberger und  Carl Nicolay errichtet. Das Haus mit Mansardwalmdach und Erker im Erdgeschoss wurde bereits 1903 an der Rückseite erweitert.
In den 2010er Jahren fand von den neuen Besitzern eine umfassende Renovierung statt, wobei die bauzeitliche Treppe mit Balustern sorgfältig restauriert wurde.